# Yoshisuke Aikawa
Yoshisuke Aikawa (japonès: 鮎川 義介)  (Yamaguchi, 6 de novembre de 1880 - Tòquio, 13 de febrer de 1967) també anomenat a vegades Gisuke Ayukawa, una altra manera en què es pot llegir el seu nom, va ser un empresari i polític japonès, fundador del grup Nissan.

## Biografia
Nascut a la prefectura de Yamaguchi. Es va graduar a la Universitat Imperial de Tòquio el 1903. Just després va entrar com a mecànic de l'empresa d'enginyeria Shibaura i va anar als Estats Units a estudiar la tecnologia del ferro fos mal·leable. Quan va tornar al Japó va fundr la foneria Tobata a l'illa de Kyushu, amb el suport d'Inoue Kaoru, amb el qual tenia vincles familiars. L'empresa es van beneficiar de la falta de ferro fos importat durant la Primera Guerra Mundial, cosa que li va permetre ampliar mires i orientar-se a altres indústries.
El 1928 va comprar diverses empreses i va esdevenir president de la companyia minera Kuhara, establint-les com un grup d'empreses de les quals va canviar el seu nom pel de Nihon Sangyo (Nissan). Posteriorment, la companyia va signar una sèrie d'acord de fusió i adquisició amb diverses empreses que van donar a Nissan Concern. El 1933 decideix crear la secció de creació de vehicles. La decisió d'establir aquesta secció, de fet una nova mena de corporació zaibatsu de fabricació de vehicles, provenia de les seves connexions amb l'estament militar, que demandaven vehicles militars de fabricació japonesa.
El 1937 va ampliar negoci a Manxúria, on va canviar el nom de l'empresa pel de Companyia d'Indústria Pesada de Manxúria, i de fet on va establir durant un temps la base central de l'empresa. Després de tornar al Japó, va ser conseller del govern de Hideki Tojo. Acabada la guerra va ser destingut sota sospita de ser criminal de guerra de classe A. Quan va ser alliberat, va ser obligat a dimitir del càrrec de president de Nissan quan va ser dissolt temporalment. Després va ficar-se en política i va ser membre de la cambra de consellers de 1953 a 1959.